# Fotovoltaický článek

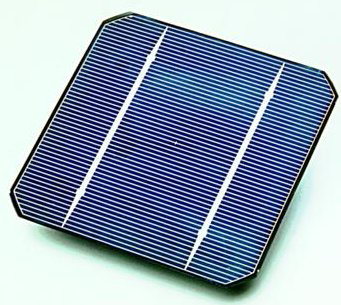
Fotovoltaický článek vyrobený z monokrystalického křemíkového waferu

Fotovoltaický článek je nejčastěji vyroben jako velkoplošná polovodičová dioda schopná přeměňovat světlo na elektrickou energii. Využívá při tom fotovoltaický jev. Fotovoltaické články se pro praktické aplikace spojují sério-paralelně do modulů, které jsou zároveň konstrukčně navrženy tak, aby články ochránily před vnějšími vlivy.

## Historie
Fotovoltaický jev poprvé pozorovali William Grylls Adams a jeho žák Richard Evans Day v roce 1876. První fotovoltaický článek však byl sestrojen až v roce 1883 Charlesem Frittsem, který potáhnul polovodivý selen velmi tenkou vrstvou zlata. Jeho zařízení mělo pouze jednoprocentní účinnost. V roce 1946 si nechal patentovat konstrukci solárního článku Russel Ohl. Současná podoba solárních článků se zrodila v roce 1954 v Bell Laboratories. Při experimentech s dopovaným křemíkem byla objevena jeho vysoká citlivost na osvětlení.
Výsledkem byla realizace fotovoltaického článku s účinností kolem šesti procent. Význam fotovoltaiky se projevil zvláště v kosmonautice, kde fotovoltaika tvoří prakticky jediný zdroj elektrické energie pro umělé družice Země. Prvou družicí s fotovoltaickými články byla americká družice Vanguard I, vypuštěná na oběžnou dráhu 17. března 1958. První sériově vyráběné fotovoltaické panely se dostaly na trh v roce 1979. Ve stejné době se objevily první jednoduché solární kalkulačky (Royal Solar 1, the Sharp EL-8026, and the Teal Photon), které používaly v solárním článku krystalický křemík (monokrystal nebo polykrystalický křemík) a pro zobrazování displej z tekutých krystalů, který funguje při nízkém napětí (1.5–2 V) a s nízkým odběrem proudu. Vědecké solární kalkulačky byly uvedeny na trh v roce 1982. Některé kalkulačky nemusí dobře fungovat v místnosti nebo za umělého osvětlení, což se u dražších modelů řešilo zvětšením plochy solárního článku. V roce 2010 některé laciné kalkulačky používají napodobeninu solárního panelu a jsou napájeny pouze z baterie.
Na začátku sedmdesátých let se fotovoltaické články dostaly z laboratoří a z kosmického prostoru i na zem, z velké části díky ropným společnostem těžícím v Mexickém zálivu. Na automatických ropných plošinách je elektrická energie potřebná pro osvětlení (maják) a pro ochranu proti korozi. Fotovoltaické články zcela vytlačily do té doby používané primární články elektrické energie.
Velký boom zaznamenaly fotovoltaické technologie od roku 2008, kdy začala rapidně klesat cena krystalického křemíku, zejména díky přesunu výroby do Číny, která byla do té doby minoritním hráčem na trhu (většina fotovoltaické produkce byla soustředěna v Japonsku, USA, Španělsku, Turecku a Německu).

## Různé technologie výroby

### I. generace - krystalický křemík
Fotovoltaický článek je tvořen z krystalického křemíku, nejčastěji typu P, na kterém je pomocí difúze vytvořen PN přechod. Články se vyrábí z monokrystalického nebo polykrystalického křemíku více technologiemi. Jednoduché články, tzv. "Back Surface Field" - BSF jsou postupně nahrazovány novější technologií "Passivated Emitter and Rear Cell" - PERC, která vychází z konceptu navrženého v roce 1988 (vyrobeného v roce 1989) . Rozdíly mezi strukturami jsou patrné z následujícího obrázku. Články na bázi krystalického křemíku tvoří v současné době cca 95 % objemu produkce.

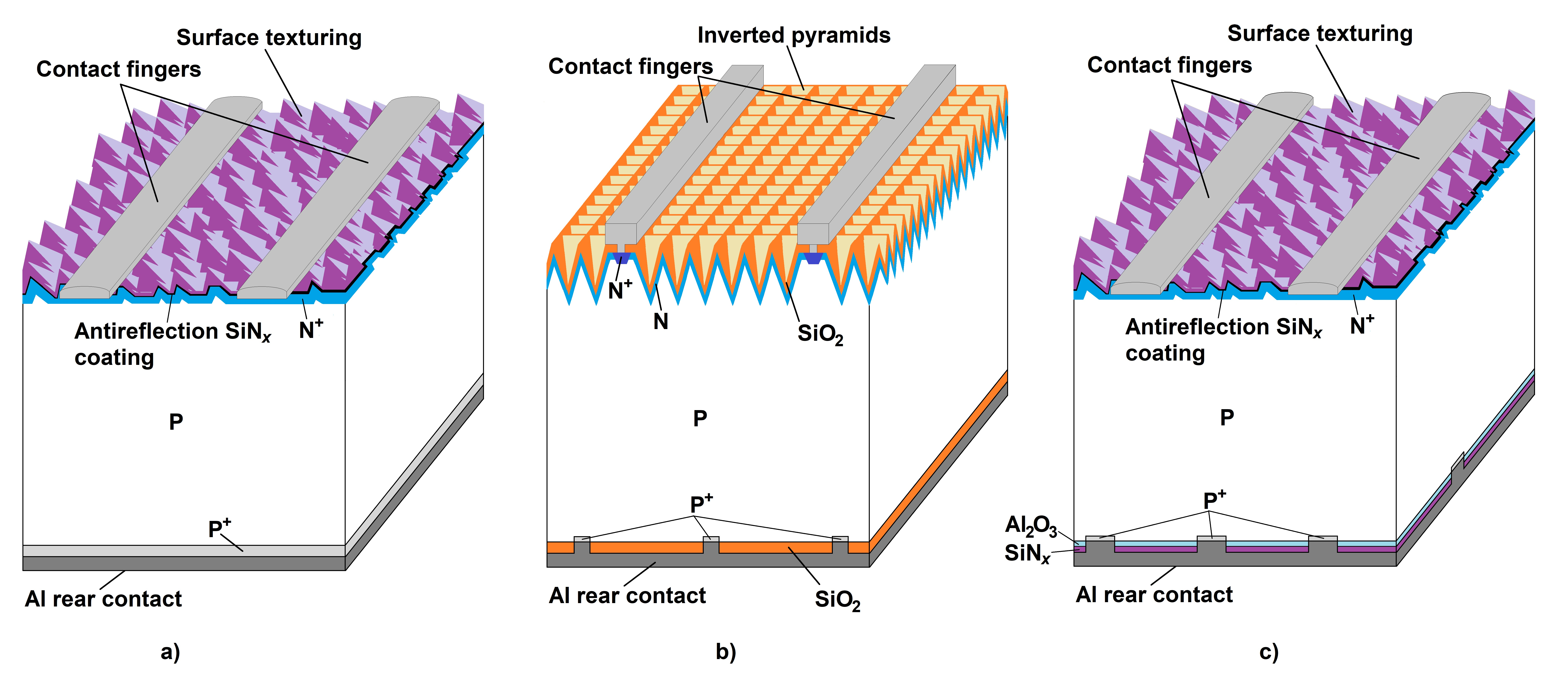
Přehled základních struktur fotovoltaického článku: a) BSF struktura, b) struktura PERC z roku 1988 dle, c) současná struktura PERC.

#### Výroba BSF
Polykrystalické křemíkové ingoty se vyrábějí se čtvercovým průřezem, vhodným pro výrobu solárních článků. Kulaté monokrystalické ingoty se často ořezávají na pseudočtvercový průřez, aby byla lépe využitá plocha fotovoltaických modulů. Ingoty se rozřežou na tenké destičky (řádově stovky μm).

Na těch se pak vytvoří leptáním textura (destička zmatní a lépe pohlcuje světlo). Destička se poté dopuje fosforem, čímž se vytvoří polovodivý P-N přechod, vybaví se antireflexní vrstvou nitridu (článek získá tmavě modrou barvu), a vodivou pastou se sítotiskem vyrobí metalizace na zadní i přední straně. Poté se článek vypálí (sintruje) – vytvoří se vodivé propojení metalizace s křemíkem. Hotové články se spojují do série (a/nebo paralelně) pájenými plochými kovovými pásky a montují se do fotovoltaických modulů.

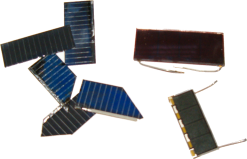
Různé řezy a druhy solárních článků.

### II. generace - technologie tenkých vrstev
Kvůli ceně výchozího materiálu a také potřebě flexibilních aplikací vznikly kromě krystalických technologií také technologie tenkovrstvé. Jejich výhodou je jednak nižší cena (ačkoliv v současné době je i toto značně diskutabilní) a zejména možnost aplikace na více typů waferů (vodičů typu P). Je možné tak vytvořit i ohebné moduly a moduly speciálních konstrukcí. Výrobní technologie vychází z vrstvových technologií, tzn. na podložku (sklo, plast, tenká kovová vrstva waferu,...) se pomocí depozičních technik nanáší postupně jednotlivé vrstvy materiálu (napařování kovů (Epitaxe), naprašování, PECVD, CVD,...), které poté tvoří strukturu celých modulů. Mezi používané aktivní materiály patří nejčastěji amorfní křemík, mikrokrystalický křemík (v tandemu mikrokrystalický a amorfní křemík Si (Silikon - Silikonum) - označovaný jako mikromorfní), sloučeninové polovodiče typu CdTe, CIS a CIGS (CuInGaSe(2)). Nevýhodou tenkovrstvých článků je zejména jejich nízká účinnost.

### III. generace - CPV, organické polovodiče, ostatní technologie
Do této skupiny patří ostatní technologie, zejména koncentrátorová fotovoltaika (CPV) tvořená vícepřechodovými články, na které je soustředěno záření pomocí koncentrátorů (čočky, zrcadla), organické články a další technologie (v současné době zejména velmi diskutované perovskity). Na rozdíl od předešlých dvou technologií se pro konverzi světla na elektrickou energii nepoužívá pouze tradiční P-N polovodičový přechod. Používají se různé organické sloučeniny, polymery a podobně. Tyto technologie jsou mnohdy ve stadiu výzkumů, nicméně mnoho z nich je standardně využíváno.

## Výkon a účinnost
Zářivý výkon celého slunce je 3,85×1023 kW. Většina tohoto výkonu se vyzáří do prostoru a k Zemi dorazí jen asi půl miliardtiny. I tak je to výkon 1,744×1014 kW na celou ozářenou polokouli.
Země obíhá kolem Slunce ve vzdálenosti 150 miliónů kilometrů. Energetická hustota slunečního záření v této vzdálenosti je ve vakuu
1367 ± 7 W·m−2. Tato energie je rozložená do elektromagnetického spektra přibližně odpovídajícího záření absolutně černého tělesa o teplotě 5700 K.
Při průchodu atmosférou se část sluneční energie ztratí. Asi 300 W·m−2 se v atmosféře absorbuje, kolem 100 W·m−2 se rozptýlí. Část rozptýlené energie přispívá k celkovému ozáření jako difuzní záření oblohy.
Výkon a účinnost solárních článků se stanovuje při definovaných podmínkách, tzv. standardních testovacích podmínkách (STC), kterými jsou spektrum záření AM1.5 – energetická hustota tohoto spektra - ozářenost je 1 kW·m−2, teplota článku 25 °C. Jelikož jde o ideální podmínky, které odpovídají bezoblačnému letnímu dni, v praxi bývá většinu doby výkon článku nižší, protože článek není natočen přesně na slunce a světlo prochází v závislosti na denní době různou vrstvou atmosféry. Navíc je množství dopadajícího slunečního záření silně závislé na oblačnosti.
Energie fotonu, která překračuje potřebnou hranici pro výrobu elektřiny, se mění v teplo. Prakticky se dosahuje v případě I. generace účinnosti při STC asi 23 % u průmyslově vyráběných článků (účinnost výsledných modulů je obvykle okolo 20 %).
U současných tenkovrstvých modulů dosahuje účinnost přibližně 8-15 procent dle technologie.
Ta závisí též na teplotě, zvýšení teploty ji snižuje. Míru závislosti udává tzv. teplotní koeficient.
Třetí generace článků reprezentuje jednak rekordní účinnosti (např. v roce 2006 Národní laboratoř pro obnovitelnou energii (USA) představila články využívající trojnásobné přechody s efektivitou až 40,7 %), ale také nízké účinnosti z důvodu technologií ve fázi výzkumu a vývoje.
Z fotovoltaických článků jsou pak složeny moduly a z nich potom solární panely.
Napětí fotovoltaického článku je uváděno v rozmezí 0,5 až 0,6 V.
Proud z fotovoltaického článku je dán rozměry článku a technologii jeho výroby.
Výkon fotovoltaických článků a modulů a následně celých panelů se udává v jednotkách Wp (watt peak – špičková hodnota), což je maximální součin z napětí a proudu při předem zadaných podmínkách osvětlení, obvykle se k tomu používá intenzita osvětlení 1000 W/m2 .

## Využití

Vývoj ceny křemíkových solárních panelů od roku 1977 v amerických dolarech na watt

Solární články mají mnoho aplikací. Dříve se využívaly solární články především v kosmonautice. Od sedmdesátých let pronikaly
díky snížení cen fotovoltaické články i do míst, kde není k dispozici zdroj elektrické energie ze sítě, například na ropné plošiny,
koncová světla železničních vagónů, retranslační stanice v telekomunikacích nebo na pobřežní majáky.
V současné době je fotovoltaika nejrozšířenějším obnovitelným zdrojem energie a také velmi rychle rostoucím průmyslovým odvětvím. Je hojně instalována na střechy rozlehlých objektů i rodinných domů a na pozemky, které nelze využít pro zemědělskou činnost. Mezi trendy v poslední době patří také instalace na vodu v podobě plovoucích instalací (floating PV) a agrofotovoltaika kombinující fotovoltaiku se zemědělskou výrobou.